# Osmaniye, Sinop
Osmaniye là một xã thuộc thành phố Sinop, tỉnh Sinop, Thổ Nhĩ Kỳ. Dân số thời điểm năm 2011 là 1.013 người.